# Wilhelm Pruski
Fryderyk Wilhelm Karol (ur. 3 lipca 1783 w Poczdamie, zm. 28 września 1851 w Berlinie) – książę Prus z dynastii Hohenzollernów, wojskowy, od 1840 generał kawalerii.

## Życie
Urodził się jako syn następcy tronu Prus Fryderyka Wilhelma (przyszłego króla Fryderyka Wilhelma II) i jego drugiej żony księżnej Fryderyki Luizy. Jego starszym bratem był przyszły król Prus Fryderyk Wilhelm III. 12 stycznia 1804 poślubił księżniczkę Hesji-Homburg Marię Annę (1785–1846). Para miała dziewięcioro dzieci, z których wczesne dzieciństwo przeżyli:
- książę Henryk Wilhelm Adalbert (1811–1873)
- księżniczka Maria Elżbieta Karolina (1815–1885)
- książę Fryderyk Wilhelm Waldemar (1817–1849)
- księżniczka Maria Fryderyka (1825–1889), przyszła królowa Bawarii